# Cykelhjelm
En cykelhjelm er en hjelm, der er produceret til at beskytte hovedet på en cyklist.
De første cykelhjelme blev lavet som en slags hårnet. Senere kom hjelme med hård skal lavet af metal, men de var tunge og dårligt ventilerede. Så fik man hjelme kun af polystyren, og omkring 1993 fik man lette hjelme, som er behageligere med lufthuller, lav vægt og måske flot design.
Hjelme er efterhånden meget brugt i nogle lande, særligt i lande hvor cyklistene ikke er talrige og ved konkurrencer og sport. Hjelmen er ved at blive cykelmode i nogle dele af verden. I de lande, hvor cykler er mest brugt til transport, Holland, Danmark, Tyskland, Japan, Indien og Kina, bruger meget få hjelme. I de vestlige lande er sikkerheden bedst for cyklister der, hvor man cykler mest, og hvor cyklister ikke bruger hjelme.

## Lovgivning
Australien var det første land i verden der gjorde det lovpligtigt at bære cykelhjelm. Det skete i 1990.
I Danmark i 2006 foreslog trafikordfører Simon Emil Ammitzbøll fra Det Radikale Venstre at cykelhjelm skulle gøres lovpligtig for børn op til 15-årsalderen. Lovforslaget blev ikke vedtaget og Rådet for Sikker Trafik og Cyklistforbundet er principielt imod et påbud, da de mener, det bør være frivilligt. I Sverige, hvor cykelhjelme er lovpligtigt, ser man ikke en større brug af hjelmen på trods af dette. Tallet er under 70%, hvor det i Danmark, uden lovgivning, er over 75% af danske børn, der bærer cykelhjelm.

## Kontroversielt tema
I mange år har cyklistorganisationer og forskere debatteret, hvorvidt hjelme er den bedste metode til at forbedre sikkerheden for cyklister. De, der taler for at flere bør bruge hjelme, henviser forbavsende ofte til forskning, der siger, at hjelme kan forhindre 85% eller 69-74% af hovedskaderne.
De, der er uenige, peger på, at der bliver gjort grundlæggende fejl i denne forskning, og at kun to studier ud af snesevis giver dette høje resultat. (Curnow, 2005, Robinson 1996, 2006).
De, der er skeptiske, opstiller mindst 10 forskellige argumenter, og flere af dem støttes af videnskabelige artikler i tidsskrifter som British Medical Journal, Accident Analysis & Prevention og Injury Prevention:
- De fleste videnskabelige undersøgelser der siger at hjelme er vældig effektive, benytter Case-control metoder, der er uegnede, hvis grupperne ikke er ens. I de aktuelle studier er grupperne der sammenlignes – dem med og uden hjelm – grundlæggende data – meget ulige i andre henseender: Bopæl, alder, økonomi, øvrig adfærd på cykel.
- Hjelme testes kun ved at lade dem falde fra 2 m højde, kun med kunstigt hoved og uden kropsvægt.
- Statistik analyseret af DL Robinson i British Medical Journal fra alle områder, hvor brug af cykelhjelme er forøget dramatisk betinget af lovgivning, viser ingen kobling til et reduceret antal hovedskader for cyklister.[6][7]
- De farlige hovedskader for cyklister opstår på grund af rotationskræfter. Dagens hjelme beskytter ikke mod rotation.[8]
- Problemet er ikke cykling, for det er bilerne, der dræber.

Den britiske trafikforsker Ian Walker har fundet, at motorkøretøjerne kørte i gennemsnit næsten 9 centimeter tættere på ham, når han bar cykelhjelm, frem for når han ikke gjorde.
En mulig forklaring kunne være, at bilisterne opfatter det som mere sikkert at køre tæt på en cyklist med hjelm.
Hans undersøgelse konkluderede også, at en langhåret paryk var mere sikker end en cykelhjelm, idet at bilister holdt 14 cm større afstand til kvindelignende cyklister.